# Canadá en los Juegos Olímpicos de Calgary 1988
Canadá estuvo representado en los Juegos Olímpicos de Calgary 1988 por un total de 113 deportistas que compitieron en 11 deportes.  
El portador de la bandera en la ceremonia de apertura fue el patinador artístico Brian Orser.

## Medallistas
El equipo olímpico canadiense obtuvo las siguientes medallas:
| Nombre                     | Deporte            | Competición       |
| -------------------------- | ------------------ | ----------------- |
| Oro                        |                    |                   |
| —                          |                    |                   |
| Plata                      |                    |                   |
| Brian Orser                | Patinaje artístico | Individual M      |
| Elizabeth Manley           | Patinaje artístico | Individual F      |
| Bronce                     |                    |                   |
| Karen Percy                | Esquí alpino       | Descenso F        |
| Karen Percy                | Esquí alpino       | Supergigante F    |
| Tracy Wilson Robert McCall | Patinaje artístico | Danza sobre hielo |